# Gerhard Auerbach
Gerhard Auerbach ist ein ehemaliger deutscher Fußballspieler, der zwischen 1950 und 1952 für die BSG Chemie Leipzig in der DDR-Oberliga, der höchsten Spielklasse im DDR-Fußball, aktiv war. 1951 wurde er mit Chemie Leipzig DDR-Meister.

## Sportliche Laufbahn
Gerhard Auerbach tauchte im überregionalen DDR-Fußball erstmals in der Saison 1950/51 als Spieler der Oberligamannschaft der Betriebssportgemeinschaft (BSG) Chemie Leipzig auf. Sein erstes Pflichtspiel für die Leipziger bestritt er am 13. August 1950 im DDR-Pokalspiel BSG Chemie – Chemie Jena (5:2) als Rechtsverteidiger. Nach einem weiteren Pokaleinsatz kam Auerbach anschließend in drei Oberligaspielen zum Einsatz. Die Begegnung BSG Chemie – Turbine Halle am 5. November 1950 wurde annulliert und am 23. Dezember wiederholt, sodass Auerbach nur auf zwei offizielle Oberligaeinsätze kam. Am Saisonende wurde er mit seiner Mannschaft DDR-Meister. In der Saison 1951/52 kam Auerbach zwischen Dezember 1951 und März 1952 noch sechsmal in der Oberliga zum Einsatz. Sein letztes Oberligaspiel bestritt er am 9. März 1952 in der Begegnung BSG Chemie – Motor Oberschöneweide. Beim 4:0-Sieg wurde er für zehn Minuten eingewechselt.
Als Freizeitfußballer spielte Gerhard Auerbach später bei der unterklassigen BSG Aufbau Böhlitz-Ehrenberg.